# Cylindropuntia leptocaulis
Espèce
Classification phylogénétique
Statut de conservation UICN

 LC  : Préoccupation mineure
Statut CITES
Cylindropuntia leptocaulis est une espèce de cactus (plante de la famille des Cactaceae). Il est aussi nommé Opuntia leptocaulis.

## Description morphologique

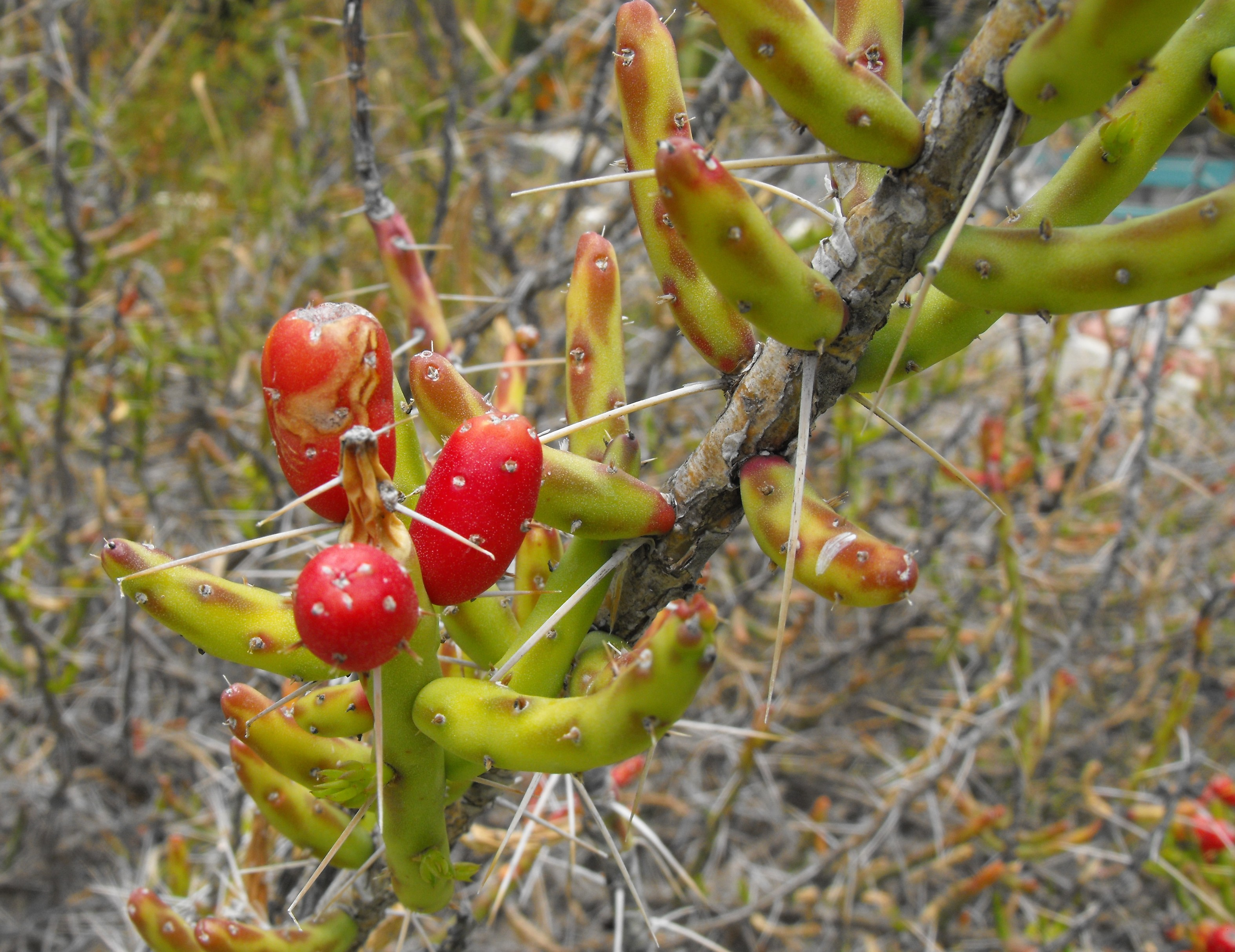
Fruits

### Appareil végétatif
Ce cactus forme un buisson atteignant en moyenne 90 cm de hauteur (de 50 à 180 cm). Ses branches sont épineuses, ramifiées et emmêlées. Bien que succulentes, ces branches ont un diamètre peu élevé pour un cactus : seulement de 3 à 5 mm. Les épines sont longues de 2,5 à 6,3 cm, de couleur brun-roux ou grise. Ces épines, bien qu'isolées, sont entourées de glochides minuscules, de couleur blanche pouvant tourner au brunâtre ou rougeâtre.

### Appareil reproducteur
La floraison a lieu entre mai et juin.
Les fleurs, verdâtres, jaune ou de couleur bronze, sont isolées le long des tiges. Elles mesurent de 1,3 à 1,5 cm de diamètre.
Le fruit, charnu et d'un rouge franc, mesure généralement 1,3 cm de longueur. Il reste sur la plante-mère jusqu'au milieu de l'hiver.

## Répartition et habitat
Cette plante vit dans les zones désertiques du sud des États-Unis et du nord du Mexique. La limite nord de son aire de répartition va de l'ouest de l'Arizona au sud de l'Oklahoma.
Elle pousse dans les déserts et prairies arides.